# Hippiebus

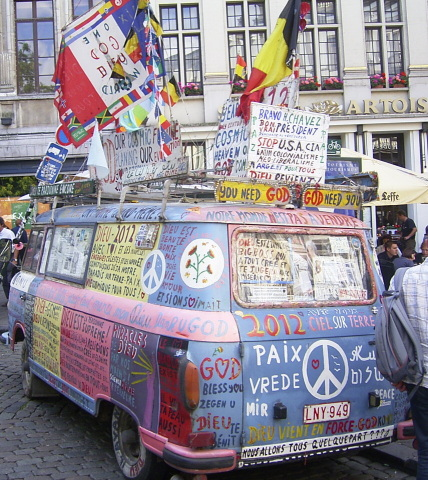
Typische hippiebus

De hippiebus werd in de jaren 60 en 70 van de twintigste eeuw gebruikt door hippies. In deze bussen was over het algemeen veel plaats voor personen en kampeerartikelen, zodat de rebelse jongeren te allen tijde de mogelijkheid hadden zich terug te trekken. De bussen staan bekend om het kleurrijke schilderwerk aan de buitenkant. De Volkswagen Transporter is vaak gebruikt als hippiebus.

## Idee
Het gebruik van de hippiebus, en de manier waarop hippies het voertuig in veel gevallen kunstzinnig werden versierd, was afkomstig van het idee van schrijver Ken Kesey. Nadat hij met One Flew Over the Cuckoo's Nest (1962) was doorgebroken als schrijver en het boek Sometimes A Great Notion eveneens goed bleek te verkopen, kocht hij in 1964 met de opbrengst van zijn boeken een oude schoolbus, die hij van afgekeurd voertuig om zou toveren tot 'DE' bus. Op een amateuristische wijze schilderde hij het voertuig over in felle kleuren, en boven het raam verscheen het woord 'Furthur', waarvan de tweede 'u' later werd vervangen door een 'e'. De binnenkant werd voorzien van een elektrische gitaar, een basgitaar en drums. Bovendien werd er op het dak een speaker geplaatst, waaruit de geluiden schalden die de inzittenden maakten.
De vernieuwde schoolbus trok de aandacht van de gehele omgeving, en het duurde niet lang voor een groep van veertien rebelse jongeren, waaronder de drugsverslaafde Neal Cassady, met de bus door Amerika trok. De mensen die meereisden werden de Merry Pranksters genoemd, waaraan later diverse films en boeken werden gewijd.

## Volkswagen

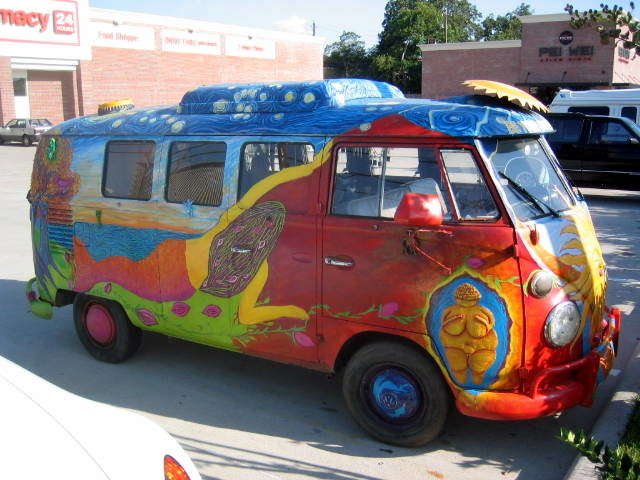
Een Volkswagen T1 Hippiebus

Na de vrije trip van de Merry Pranksters raakten vele culturen onder de indruk. De hippies namen dit idee over en langzaam maar zeker verschenen er meer en meer Volkswagenbusjes van de modellen T1 en T2 in het straatbeeld. De bussen hadden veel ruimte, zodat de hippies ze zouden kunnen gebruiken om de wereld in te trekken. Bovendien was de bus vernieuwend en had het een model dat prima in de rest van het hippiebeeld paste.
De hippiebussen werden later vaak versierd met felle kleuren, in de vorm van bloemetjes (in het kader van de flowerpower) of andere vredige figuren. Zoals ook in de rest van de hippiecultuur, stonden vrede en vrijheid bij het ontwerp van het voertuig centraal.
Behalve Volkswagens waren ook de auto's van het type Chevrolet Corvair erg populair.

## Gerelateerde artikelen
- Hippies
- Flowerpower
- Merry Pranksters
- Ken Kesey